# Euroliga 2010/2011
Rozgrywki Euroligi w sezonie 2010/2011 są jedenastymi klubowymi rozgrywkami, którą przewodniczy Unia Europejskich Lig Koszykarskich – ULEB.

## Zespoły w sezonie 2010/2011
| Kraj      | Liczba drużyn | Zespoły                      | Zespoły                   | Zespoły               | Zespoły             | Zespoły                           |
| --------- | ------------- | ---------------------------- | ------------------------- | --------------------- | ------------------- | --------------------------------- |
| Hiszpania | 5             | Caja Laboral Vitoria (1)     | Regal FC Barcelona (2)    | Real Madryt (SF)      | Unicaja Málaga (SF) | Power Electronics Valencia (QF) † |
| Włochy    | 3             | Montepaschi Siena (1)        | Armani Jeans Mediolan (2) | Lottomatica Rzym (QF) |                     |                                   |
| Grecja    | 2             | Panathinaikos Ateny (1)      | Olympiacos Pireus (2)     |                       |                     |                                   |
| Turcja    | 2             | Fenerbahçe Ülker (1)         | Efes Pilsen Stambuł (2)   |                       |                     |                                   |
| Litwa     | 2             | Lietuvos Rytas Wilno (1)     | Žalgiris Kowno (2)        |                       |                     |                                   |
| Rosja     | 2             | CSKA Moskwa (1)              | Chimki Moskwa (2)         |                       |                     |                                   |
| Serbia    | 1             | KK Partizan Belgrad (1)      |                           |                       |                     |                                   |
| Francja   | 1             | Cholet Basket (1)            |                           |                       |                     |                                   |
| Niemcy    | 1             | Brose Baskets Bamberg (1)    |                           |                       |                     |                                   |
| Chorwacja | 1             | Cibona Zagrzeb (1)           |                           |                       |                     |                                   |
| Słowenia  | 1             | KK Olimpija Ljubljana (2)    |                           |                       |                     |                                   |
| Izrael    | 1             | Maccabi Electra Tel Aviv (2) |                           |                       |                     |                                   |
| Polska    | 1             | Asseco Prokom Gdynia (1)     |                           |                       |                     |                                   |
| Belgia    | 1             | Spirou Basket (1)            |                           |                       |                     |                                   |

† Zwycięzca ULEB Eurocup 2009–10

## Faza grupowa

### Grupa A (kolejność awansu)
- Maccabi Electra Tel Aviv
- Caja Laboral Vitoria
- Žalgiris Kowno
- KK Partizan Belgrad
- Chimki Moskwa
- Asseco Prokom Gdynia

### Grupa B (kolejność awansu)
- Olympiacos Pireus
- Real Madryt
- Unicaja Málaga
- Lottomatica Rzym
- Brose Baskets Bamberg
- Spirou Basket

### Grupa C (kolejność awansu)
- Montepaschi Siena
- Fenerbahçe Ülker
- Regal FC Barcelona
- Lietuvos Rytas Wilno
- Cholet Basket
- Cibona Zagrzeb

### Grupa D (kolejność awansu)
- Panathinaikos Ateny
- KK Olimpija Ljubljana
- Efes Pilsen Stambuł
- Power Electronics Valencia
- Armani Jeans Mediolan
- CSKA Moskwa